# Digitalizace textu
Digitalizace je „…převod vybraných měřitelných fyzikálních veličin objektu do numerických hodnot…“ Mezi fyzikální veličiny u textového dokumentu může patřit velikost písma, druh písmo, font, stylistický formát. Digitalizovat lze knihy, časopisy, lékařské snímky, mapy, zvuky, videa, televizní vysílání nebo také 3D objekty. Laicky řečeno znamená digitalizace převod dokumentu do nul a jedniček, které se následně snažíme zobrazit pro lidské oko. To se uskutečňuje skrze odpovídající počítač a jeho zobrazovací zařízení (monitor), či jiná zařízení jako mobilní telefon nebo tablet.

## Způsoby digitalizace textu
Nejjednodušším způsobem převedení textu do digitální podoby z hlediska zařízení je přepis na klávesnici. Takovýto převod je náročný na pracovní sílu, je zdlouhavý a při převodu vznikají chyby. Je využíván nejčastěji k soukromým účelům, v paměťových institucích, kde je nutné digitalizovat velké objemy knih, není využitelný.
Druhým způsobem je naskenování stránky dokumentu, kdy se dokument pouze naskenuje a dále se grafický záznam nepřevádí na znaky. K tomuto způsobu digitalizace je již zapotřebí i příslušný skener.
Třetím způsobem digitalizace je skenování stránek, kde následuje převod grafických znaků na písmena. Kromě skenování a ručního přepisu existuje ještě možnost digitalizace písma, obrazu prostřednictvím digitálního fotoaparátu. Tento způsob digitalizace není příliš vhodný, protože většinou není nasnímaný dokument dostatečně čitelný.

### Poškozování originálu
Proces digitalizace textu (především digitalizace knižních předloh) může způsobit destrukci originálu. V průběhu digitalizace může dojít k jejich opotřebení například přitlačováním skenovacího zařízení, nebo dokonce k nevratnému poškození originálu v důsledku jeho rozřezání (je-li pro digitalizaci nezbytný).

## Skenování, skener
Ke skenování se využívá skener. Jedná se o zařízení, které slouží ke snímání předlohy do počítače. Pracuje na principu digitalizace odstínu barvy na předloze procházející pod snímacím prvkem. „Skenerem rozumíme vstupní zařízení počítače, které technologií laserového nasvícení předlohy převádí grafickou předlohu (text, obraz) do elektronické podoby čitelné počítačem. Účelem tohoto převodu je další zpracování na odpovídajícím zařízení schopné pracovat s digitálními daty (PC) či zhotovení kopie předlohy na tiskovém přístroji (tiskárna).“  Skenerem snímáme předlohu (fyzický objekt) do počítače a dále s ním pracujeme.

## Druhy skenerů
Skenovací zařízení se odlišují například podle umístění, vlastností, funkcí, velikosti nebo podle toho, jaké vytváří výstupní formáty digitalizování.Mezi základní druhy skenerů patří skenery ruční, stolní, samostatně stojící, knižní, profesionální skenery a 3D skenery.

### Skenery podle umístění
- Ruční skenery se používají pro soukromé, studijní účely. Tento skener připomíná vzhledem pero; laserovým paprskem se přejíždí po jednotlivých větách, které jsou následně ukládány v paměti skeneru. Tento typ je vhodný ke skenování malého rozsahu.
- Stolní skener bývá přímo propojený s počítačem, obohacený o další funkce. Je vhodný ke skenování částí knih, kapitol.
- Samostatně stojící skener je schopen naskenovat větší množství dokumentů. Bývá většinou multifunkční (zároveň funguje jako kopírovací stroj, tiskárna). Tento druh skenerů používají knihovny a úřady.[5]

Mezi samostatně stojící skenery patří i skenery knižní, které jsou přímo určeny ke skenování knih. Snímací zařízení bývá zpravidla umístěno nad prostorem k digitalizaci.“

### Vlastnosti skenerů
Další pro digitalizaci důležité vlastnosti skeneru jsou:
- Rozlišovací schopnosti (udávané v jednotce DPI - hustota obrazových bodů na jednotku plochy), možnost digitalizace v původních barvách (rozlišujeme skenery schopné snímání v odstínech šedi či barevné), barevná hloubka, způsob snímání předlohy (optický systém)
- Přítomnost automatického podavače
- Grafický formát  – uložení výstupních digitalizovaných dat. [7] Grafický formát může být TIFF, JPEG nebo PDF. Jednotlivé formáty se liší mírou komprese a je na nich závislá výsledná kvalita a velikost digitalizovaného dokumentu.

## Hybridní reformátování
Metoda hybridního reformátování byla charekteristická pro starší období digitalizace v knihovnách, zejména v devadesátých a nultých letech. Mikrofilmování je „technologie reformátování, která spočívá v převedení dokumentu na mikrografická média (mikrofilm nebo mikrofiš)“. Hybridní snímkování je „technologie, která využívala pro reformátování dokumentů mikrografická média i digitální formát. Mikromédia slouží pro trvalé uchování dokumentu, digitální formát pro jeho zpřístupňování“. Oproti tomu přímá digitalizace je technologie reformátování, kdy je fyzický dokument pomocí skeneru přímo převeden do elektronické, digitální podoby. 
Výstupem procesu hybridního snímkování byly mikrofilmy, které byly využívány jako primární archivační médium a dále digitální dokumenty, např. ve formátech PDF, JPEG nebo DjVu, které sloužily pro zpřístupnění dokumentů. Digitalizace prostřednictvím mikrografických médií se v současné době využívá již pouze v případech, kdy existuje dříve vytvořený mikrodokument a zároveň stav fyzické předlohy brání přímé digitalizace.